# Battweiler
Battweiler ist eine Ortsgemeinde im Landkreis Südwestpfalz in Rheinland-Pfalz. Sie gehört der Verbandsgemeinde Zweibrücken-Land an.

## Geographie
Battweiler liegt in der Region Pfalz auf der Sickinger Höhe auf einem Höhenrücken zwischen Auerbachtal und Schwarzbachtal. Der Kühkopf mit 357 m ü. NHN ist eine markante Erhebung innerhalb der Gemeindegemarkung. Zu Battweiler gehören die Wohnplätze Birkenbacherhof, Hanghof und Wiesenhof. Der äußerste Westen der Gemarkung reicht bis an den Auerbach heran. Nachbargemeinden sind – im Uhrzeigersinn – Winterbach, Reifenberg, Contwig, Zweibrücken und Großbundenbach.

## Geschichte
Battweiler wurde erstmals im Jahre 1278 urkundlich erwähnt. Bis 1449 war der Ort in Gemeinschaftsbesitz der Ritter Flach zu Schwarzenberg und der Deutschordenskommende Einsiedeln.
Das Dorf Battweiler gehörte bis zum Ende des 18. Jahrhunderts zum zweibrückischen Oberamt Zweibrücken und war der Schultheißerei Niederauerbach zugeteilt.
Im Jahr 1794 wurde das linke Rheinufer im Ersten Koalitionskrieg besetzt. Von 1798 bis 1814, als die Pfalz ein Teil der Ersten Französischen Republik (bis 1804) und anschließend ein Teil des Ersten Französischen Kaiserreichs war, gehörte Battweiler zum Kanton Zweibrücken im Departement Donnersberg und unterstand der Mairie Winterbach. Im Jahr 1802 lebten 269 Einwohner im Ort, davon 200 Reformierte, 54 Lutheraner und 15 Katholiken.
Aufgrund der auf dem Wiener Kongress getroffenen Vereinbarungen kam das Gebiet im Juni 1815 zunächst zu Österreich und wurde 1816 auf der Grundlage eines Staatsvertrags an das Königreich Bayern abgetreten. Unter der bayerischen Verwaltung gehörte Battweiler von 1817 an zum Landkommissariat Zweibrücken im Rheinkreis, ab 1862 zum Bezirksamt Zweibrücken.
1939 wurde Battweiler in den Landkreis Zweibrücken eingegliedert. Nach dem Zweiten Weltkrieg wurde die Gemeinde innerhalb der französischen Besatzungszone Teil des Regierungsbezirks Pfalz im damals neu gebildeten Land Rheinland-Pfalz. Im Zuge der ersten rheinland-pfälzischen Verwaltungsreform wechselte sie 1972 in den Landkreis Pirmasens (ab 1997 Landkreis Südwestpfalz); im selben Jahr wurde sie der neugeschaffenen Verbandsgemeinde Zweibrücken-Land zugeordnet.

## Bevölkerung

### Einwohnerentwicklung
Die Entwicklung der Einwohnerzahl von Battweiler, die Werte von 1871 bis 1987 beruhen auf Volkszählungen:
| Jahr | Einwohner |
| ---- | --------- |
| 1802 | 269       |
| 1815 | 200       |
| 1835 | 341       |
| 1871 | 362       |
| 1905 | 493       |
| 1939 | 492       |
| 1950 | 578       |
| 1961 | 550       |

| Jahr | Einwohner |
| ---- | --------- |
| 1970 | 612       |
| 1987 | 717       |
| 1997 | 806       |
| 2005 | 770       |
| 2011 | 719       |
| 2019 | 667       |
| 2023 | 651       |

### Religion
Die Katholiken gehören zum Bistum Speyer und unterstehen dort dem 'Dekanat Pirmasens, die Protestanten zur Evangelischen Kirche der Pfalz. 1818 wurde die bis dahin selbständige evangelische Pfarrei in Battweiler, die 1736 gegründet worden war, derjenigen von Winterbach zugeordnet. Bereits Anfang des 14. Jahrhunderts befand sich im Ort eine Kirche, die 1906 abgerissen wurde.

## Politik
Bei Landtagswahlen gehört Battweiler zum Wahlkreis Zweibrücken, bei Bundestagswahlen zum Wahlkreis Pirmasens.

### Gemeinderat
Der Gemeinderat in Battweiler besteht aus zwölf Ratsmitgliedern, die bei der Kommunalwahl am 9. Juni 2024 in einer personalisierten Verhältniswahl gewählt wurden, und dem ehrenamtlichen Ortsbürgermeister als Vorsitzendem.
Die Sitzverteilung im Gemeinderat:
| Wahl | SPD | CDU | FDP | Gesamt   |
| ---- | --- | --- | --- | -------- |
| 2024 | 7   | –   | 5   | 12 Sitze |
| 2019 | 7   | 1   | 4   | 12 Sitze |
| 2014 | 6   | 2   | 4   | 12 Sitze |
| 2009 | 7   | 2   | 3   | 12 Sitze |
| 2004 | 5   | 2   | 5   | 12 Sitze |

### Ortsbürgermeister
Stefan Hlava (SPD) wurde am 10. Juli 2024 Ortsbürgermeister von Battweiler. Bei der Direktwahl am 9. Juni 2024 war er mit 89,2 % der Stimmen ohne Gegenkandidat für fünf Jahre gewählt worden.
Hlavas Vorgänger Werner Veith (SPD) hatte das Amt 2004 übernommen. Zuletzt bei der Direktwahl am 26. Mai 2019 war er mit einem Stimmenanteil von 65,54 % für weitere fünf Jahre in seinem Amt bestätigt worden. Bei der Wahl 2024 trat er nicht mehr als Ortsbürgermeisterkandidat an.

### Wappen
| Wappen von Battweiler | Blasonierung: „Der Schild ist gespalten. In der vorderen Hälfte zwei goldene waagrechte Balken auf schwarzem Grund, die einen goldenen Löwenkopf – mit roter Zunge und silbernen Zähnen – einrahmen. In der hinteren Hälfte ein schwarzes durchgehendes Kreuz auf silbernem Feld.“ |
| Wappen von Battweiler | Wappenbegründung: Die vordere Hälfte mit dem schwarzen Grund und dem goldenen Löwen – dem sogenannten Pfälzer Löwe – ist ein Hinweis auf die einstige Zugehörigkeit zu Pfalz-Zweibrücken. Es wurde 1964 vom rheinland-pfälzischen Innenministerium verliehen.                      |

## Kultur

### Kulturdenkmäler

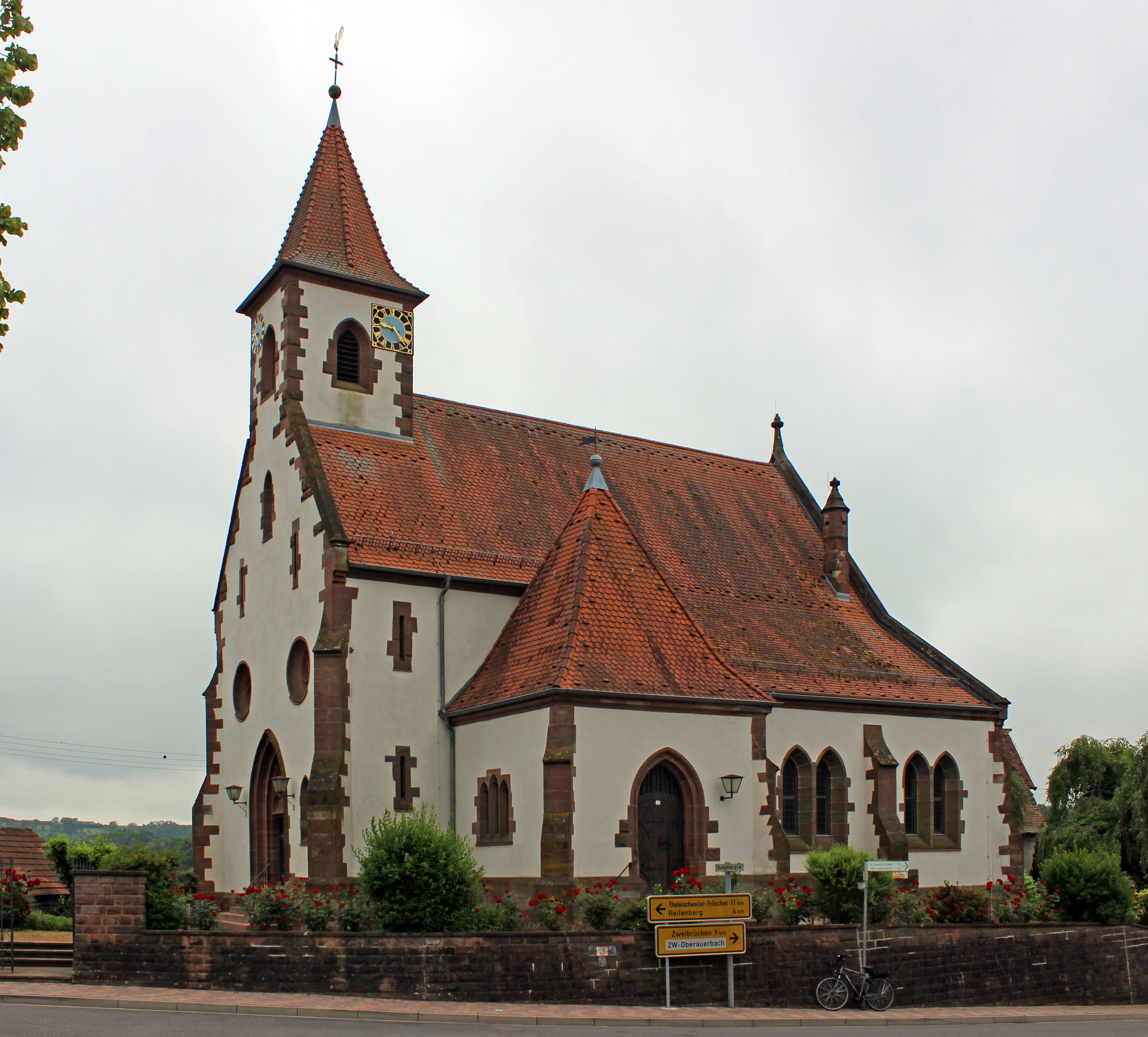
Evangelische Kirche Battweiler

Vor Ort befinden sich insgesamt sieben Objekte, die unter Denkmalschutz stehen, darunter die evangelische Kirche.

### Natur
Einziges Naturdenkmal innerhalb der Gemeinde ist die Luitpoldlinde. Im Nordosten der Gemarkung befindet sich das Naturschutzgebiet Battweiler Höhe.

## Wirtschaft und Infrastruktur

### Wirtschaft
Im Ort ist der Traumzeit-Verlag ansässig.

### Verkehr

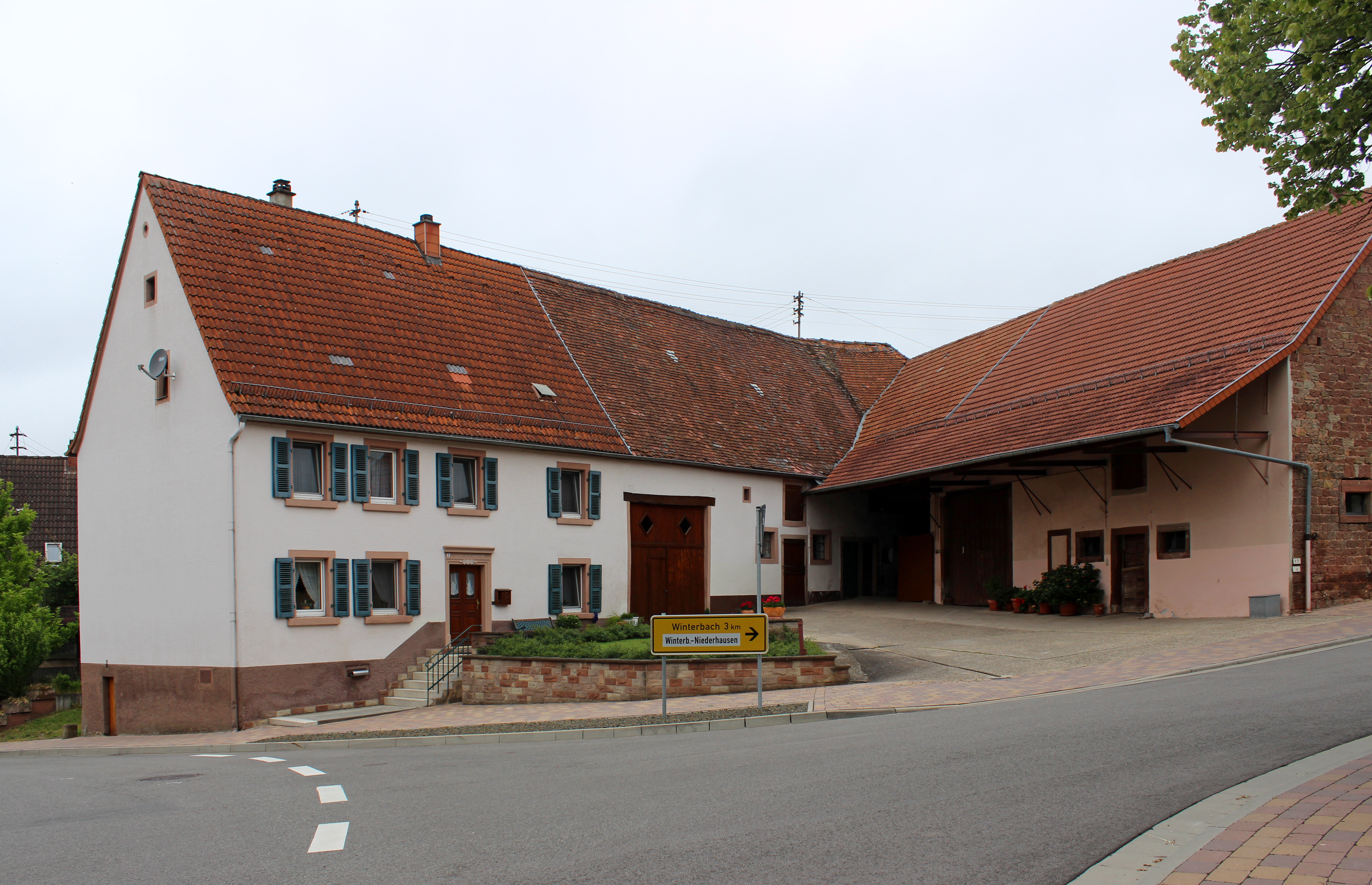
Einmündung der Kreisstraße 75 (rechts) in die Kreisstraße 76 (links) innerhalb der Ortsmitte

Durch Battweiler verläuft die Kreisstraße 76, die eine Verbindung mit Zweibrücken und Reifenberg herstellt. Mitten im Siedlungsgebiet zweigt von dieser die Kreisstraße 75 nach Niederhausen ab. Etwa zweieinhalb Kilometer südöstlich von Battweiler befindet sich der Flugplatz Pirmasens. Nächstgelegener Bahnhalt ist Contwig entlang der Bahnstrecke Landau–Rohrbach.

### Tourismus
Der Radweg Südwestpfalz-Tour führt durch Battweiler.

## Persönlichkeiten

### Ehrenbürger
- März 1931: Konrad Loschky, anlässlich seines Eintritts in den Ruhestand. Loschky war von 1888 bis 1931 als Lehrer in Battweiler tätig. Daneben war er Verwalter der örtlichen Spar- und Darlehnskasse, Organist in der Kirche, Vieh- und Hühnerzüchter, Imker, Waidmann und Protokollführer bei den Ratssitzungen der Gemeinde.[13]

### Personen, die vor Ort gewirkt haben
- Johannes Kriebitzsch (1857–1938), bemalte 1907 die Fenster der örtlichen Kirche.